# Allograpta hortensis
Allograpta hortensis är en tvåvingeart som först beskrevs av Philippi 1865.  Allograpta hortensis ingår i släktet Allograpta och familjen blomflugor. Inga underarter finns listade i Catalogue of Life.